# Berde Amál
Berde Amál, Dóczyné  (Névváltozat: Amália) (Kackó, 1886. december 15. – Kolozsvár, 1976. december 12.) magyar festőművész, művészeti és néprajzi író, Berde Mária testvérnénje.

## Életpályája
Tanulmányait Nagyenyeden kezdte, a tanítóképzőt 1906-ban Kolozsvárt végezte. 1910-ben Dóczy Ferenc fizikatanárral lépett házasságra. Művészeti tanulmányokat folytatott Münchenben és nagybányai művésztelepen, ahol Thorma János és Réti István volt a mestere, majd Kolozsvárt (1913–18); közben rajztanár. Több nyugat-európai utazás után 1930-ban Kolozsvárt telepedett le.
A két világháború közt a marosvásárhelyi Kemény Zsigmond Társaság és a bukaresti Szépművészeti Társaság tagja volt. Torockó, Kalotaszeg és Székelyföld népművészetének egyik legjobb ismerője, e vidékek néprajzát számos kiállításon szereplő figurális és tájfestményeiben, szakszerű írásaiban és népszerűsítő előadásaiban örökítette meg; népművészeti tárgyú írásait, rajzait a Zord Idő, az Ellenzék és Keleti Újság közölte, utóbbi napilapnak 1938-tól 1940-ig belső munkatársaként működött. Történelmi színjátéka, a Bujdosó királyasszony Szapolyai János özvegyéről, Izabelláról szól, s a Kemény Zsigmond Társaság (KZST) mintegy félszázados ünnepére készült (1929). Asszonyfarsang című vígjátékában (1941) kalotaszegi folklóranyagot dolgozott fel.
Képeit a budapesti, a debreceni és a marosvásárhelyi múzeumok őrzik.

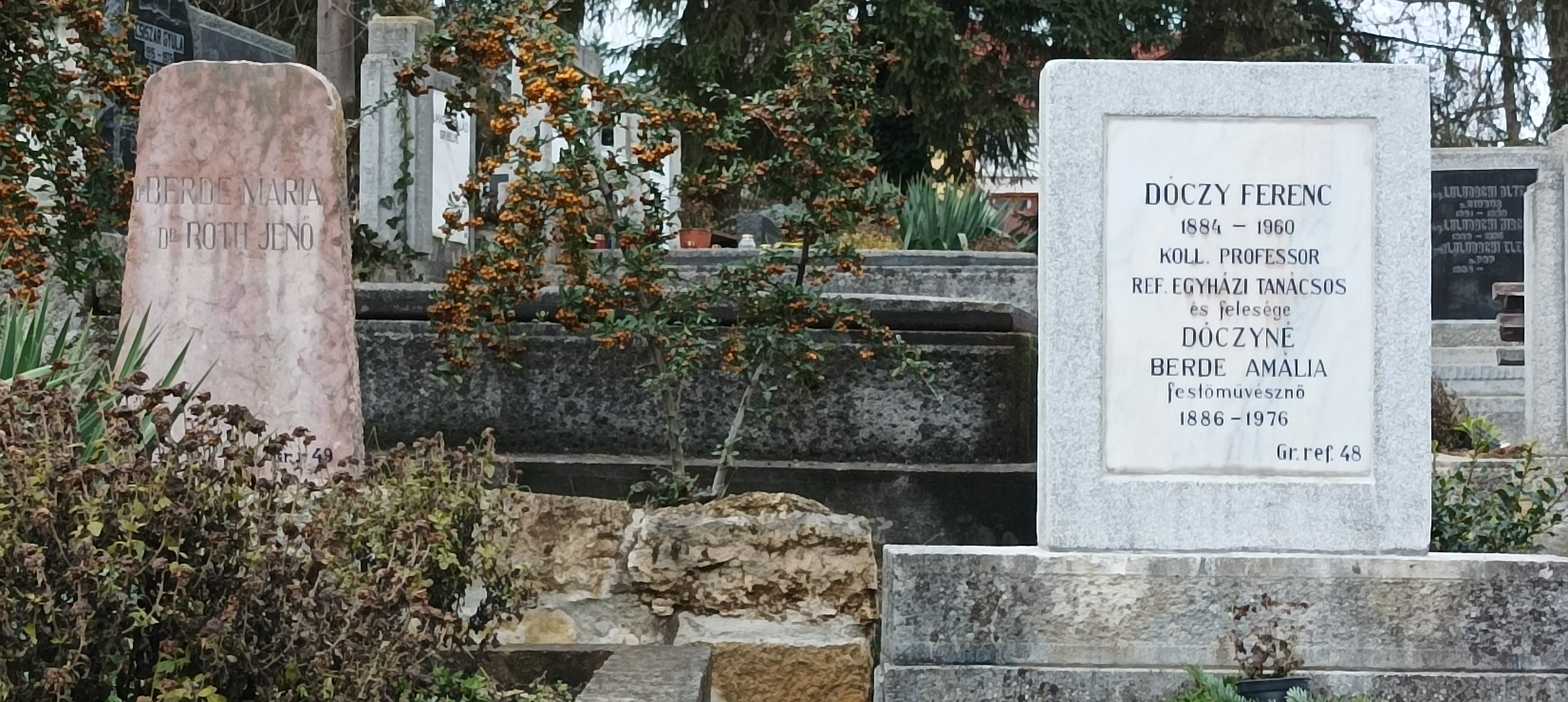
Sírja a Házsongárdi temetőben húga, Berde Mária írónő sírja mellett

## Emlékkiállítások
- 1996-ban, születésének 110., halálának 20. évfordulója tiszteletére  a torockói Tobiás Éva Galériában emlékkiállítást rendeztek tiszteletére.
- Kiállítás 2017-ben a Kolozsvári Magyar Napok keretében:  Dóczyné Berde Amál – Merítés az életműből,   erdon.ro Archiválva 2017. augusztus 25-i dátummal a Wayback Machine-ben, 2017. augusztus 24.